# Ptilophora nohirae
Ptilophora nohirae là một loài bướm đêm thuộc họ Notodontidae. Nó được tìm thấy ở Nhật Bản, Hàn Quốc và vùng Viễn Đông Nga.
Sải cánh dài 30–33 mm.
Ấu trùng ăn Carpinus japonica.